# Bibeltemplet (målet)
Målet om webbplatsen Bibeltemplet handlade om huruvida publiceringar av vissa uttalanden om homosexuella på ett internetforum utgjorde hets mot folkgrupp, och om underlåtenhet att ta bort vissa andra uttalanden om homosexuella från samma internetforum utgjorde medhjälp eller medverkan till hets mot folkgrupp, och om denna underlåtenhet kunde fälla innehavaren till ansvar enligt BBS-lagen. 

## Bakgrund
Innehavaren av den starkt värdekonservativa kristna webbplatsen Bibeltemplet, Leif Liljeström, dömdes den 18 maj 2006  av Hovrätten för Västra Sverige till en månads fängelse för medhjälp till hets mot folkgrupp. De uttalanden som föranledde domen var ett antal inlägg från en gäst på Bibeltemplets webbforum, där gästen menar att homosexuella män bör avrättas. Liljeström ansågs ansvarig för medhjälp genom att han inte tagit bort inläggen, utan låtit dem ligga kvar. I november 2007 frikände dock Högsta domstolen Liljeström från ansvar för medhjälp, eftersom den eventuellt hetsande handlingen redan var avslutad vid den tidpunkt då Hovrätten ansåg att Liljeström hjälpte till. Inte heller dömde HD till ansvar för medverkan till hets, Liljeström ansågs inte ha sådant särskilt ansvar att ta bort meddelendena som krävs för att fällas för medverkan till hets. Slutligen friade HD också Liljeström från ansvar enligt BBS-lagen för att ha underlåtit att ta bort meddelandena från sin webbplats. 

## Domarna i tingsrätten och hovrätten
Enligt Stenungsunds tingsrätt hade Liljeström gjort sig skyldig till hets mot folkgrupp för uttalanden som han själv skrivit. Hovrätten delade inte tingsrättens bedömning utan menade, utifrån Högsta domstolens bedömning i Greenfallet av vad som krävs för att ett uttalande som faller inom religionsfrihetens område ska bedömas som hets mot folkgrupp, att Liljeströms egna uttalanden inte kunde anses vara hets. Hovrätten bedömde att webbplatsen Bibeltemplet var skyddad av religionsfriheten genom att den har en religiös inriktning och att innehavaren har beskrivit sin trosuppfattning på webbplatsen. Liljeströms inlägg ansågs inte lika allvarliga som gästens, även om hovrätten ansåg att det stod fullt klart att även Liljeströms uttalanden överskred gränsen för en saklig och vederhäftig diskussion. 
Hovrätten anslöt sig också till Högsta domstolens linje från Greenfallet, där Högsta domstolen fann att en förarbetstrogen tolkning av den svenska brottsbalkens bestämmelser om hets mot folkgrupp kan stå i strid mot innehållet i Europakonventionen, sådan den tolkas av Europadomstolen. Enligt hovrätten borde alltså Liljeström dömts för hets mot folkgrupp även för sina egna inlägg, om man utgått från brottsbalkens bestämmelser enbart. Eftersom Europakonventionen gäller som svensk lag måste den dock beaktas och därför friades Liljeström på den punkten.
Hovrättens dom överklagades av både Riksåklagaren och försvarssidan, och muntlig förhandling i Högsta domstolen hölls den 18 september 2007. Den 7 november meddelade HD sin friande dom.

## Liljeströms uttalanden
Leif Liljeström uttryckte under rättegången i hovrätten sin åsikt om homosexualitet och homosexuella genom att säga att sodomi för honom är all sexualitet som inte är normal, det vill säga en avvikelse från det normala sexuella beteendet. Han anförde också att mannen och kvinnan är skapade av Gud för att avla barn och att om man bryter mot naturens lagar leder detta till sjukdomar. Denna åsikt uttrycks i en del av de webbuttalanden som var aktuella i målet: "Den moderna homofilin är källan och motorn till aidsepidemin" och "Visst är aids ett Guds straff". I ett annat inlägg av Liljeström på webbplatsen beskrivs homosexualitet som ett sjufaldigt smutsigt väsen som väller fram som en helvetesflod i samhället.

## Gästboksinläggen
De gästboksinlägg från "Karl-Göran" som Hovrätten för Västra Sverige ansåg var att betrakta som hate-speech, och som Liljeström dömdes ansvarig för att inte ha raderat, var mycket grova och många uttryckte att homosexuella som lever ut sin sexualitet borde avrättas. Bland uttalandena noteras bland andra följande: "De män som inte uppbådar kraften att avstå från umgänge med andra män de bör straffas med döden genom att hängas på pålar på stadens torg. Så räddas de från fortsatt synd samtidigt som andra sodomister tilldelas en värdefull varning.", "Det gör ont när synden straffas. Vilket inte innebär att alla syndare skall benådas och befrias från straff redan innan de begått sina synder. Syndaren bär ett eget ansvar. Dödsstraff för sodomister tydliggör detta ansvar." och "en dömd sodomist som inte ångrar sig i sitt hjärta, han far bättre om bödeln tillåts avsluta hans livsvandring än om han tillåts leva vidare med syndiga känslor och tankar. -- Ju tidigare bögen får möta sin bödel, desto färre blir hans samlade synder och desto bättre hans utsikter inför evigheten."
Liljeström menade att han inte instämde i dessa inlägg. På frågan varför han inte raderade inläggen svarade Liljeström att han hade funderat på att ta bort Karl-Görans inlägg men frågade Gud och Jesus om detta och fick till svar att inläggen skulle vara kvar som ett led i en fortsatt diskussion. Han funderade på om inläggen kunde uppfattas som hets mot folkgrupp men uppfattade dem inte så.

## Debatt
Målet väckte viss uppmärksamhet i media redan vid första anmälan till tingsrätten. Inför rättegången var fallet aktuellt i rikspress, där det framgick att Liljeström som betraktade sig som fristående kristen tidigare hade varit medlem i Maranata och Pingströrelsen men hade gått ur båda samfunden. Fallet jämfördes redan vid tingsrättsförhandlingarna med det närliggande Greenfallet och försvarsadvokaten Arne Woxlin menade att den nya hetslagstiftningen stod i konflikt med yttrandefriheten. Anmälaren menade sig vara nöjd efter tingsrättsdomen, men konstaterade att Liljeström nyligen gjort uttalanden där han kopplade ihop muslimer med pedofili, vilket anmälaren såg som sällsynt okänsligt.
I samband med rättegången i hovrätten uppmärksammades fallet ytterligare, bland annat i Expo. Rättegången jämfördes igen med Greenrättegången, men åklagaren pekade på skillnaderna i att Green stod i en predikosituation och talade muntligt, medan Liljeström använde internet, ett medium med mycket större räckvidd. Åklagaren menade också att Liljeströms uttalanden var mycket grövre.
Liljeström var efter den fällande domen i tingsrätten inte förvånad. Han nekade dock till brott och menade att det var samhället som var förryckt. I hovrättsförhandlingarna menade Liljeström att hans syfte med webbplatsen var gott och att han ville använda den till att missionera och evangelisera, och att det gjorde att hans situation kunde jämföras med Greens predikosituation. Han menade att hans kritiska texter om homosexualitet var avsedda att hjälpa homosexuella till frälsning. Liljeström har också uttalat sig kritiskt om den nya hetslagstiftningen som inbegriper homosexuella och menat att hatbrott mot homosexuella är överdrifter. På åklagarens invändning i hovrätten, med åsikten att det ju ändå skett en hel del mord på homosexuella, svarade Liljeström att: "-Det är alltid något motiv bakom ett mord."

## Högsta domstolens dom
I HD stod Liljeström åtalad för medhjälp till hets mot folkgrupp, vilket åklagaren menade att han gjort sig skyldig till genom sin underlåtenhet att ta bort inlägg från sitt interaktiva forum på internet, inlägg som åklagaren menade var missaktande mot homosexuella.
Liljeström frikändes för medhjälp eftersom den eventuella brottsliga handlingen, att sprida missaktande meddelanden om homosexuella, redan var avslutad när Liljeström underlät att ta bort dem. Hets mot folkgrupp är inte en typ av brott som det enligt brottsbalken är möjligt att hjälpa till med vid ett tillfälle när den brottsliga handlingen redan är fullbordad.
Fråga uppkom också i målet om Liljeström borde dömas för medverkan till hets mot folkgrupp, genom att meddelandena genom hans underlåtenhet fått större spridning än de annars hade fått. HD menade dock att Liljeström inte hade ett sådant särskilt uttalat ansvar som krävdes för att ansvar enligt brottsbalken skulle föreligga. Det ansvar som ålades Liljeström enligt BBS-lagen krävde enligt HD att fallet var ett särskilt kvalificerat fall där underlåtenhet att hindra fortsatt spridning klart måste framstå som lika straffvärt som en aktiv spridning av ett meddelande. HD ansåg inte att underlåtenheten att hindra spridning av meddelanden var av så kvalificerad art, och frikände därför Liljeström även vad avsåg medverkan till hets mot folkgrupp.
Liljeström var också i HD åtalad för att ha underlåtit att ta sitt ansvar enligt BBS-lagen att ta bort inlägg som uppenbart kunde anses vara hets mot folkgrupp. HD bedömde att inläggen var mer kränkande mot gruppen homosexuella än meddelanden i tidigare liknande mål, som fallet med Åke Greens predikan, och menade att enbart utifrån den aspekten utgjorde inläggen hets. Men HD menade också att även andra faktorer måste vägas in i bedömningen och hänvisade till att inläggen gjorts på ett forum utformat för personliga reflektioner över Bibelns syn på homosexualitet och att de också mötts av kritik. HD ansåg inte att inläggen var en form av hate-speech, med hänvisning till Greenfallet, och att de inte innehåll några falska påståenden om fakta utan "...endast på ett kränkande sätt utformade värdeomdömen som uttrycker författarens åsikter om vad som är bäst för de homosexuella och om hur lagstiftningen borde vara utformad." HD påpekade också att uttalandena hade skett inom ramen för ett samtal mellan personer som aktivt valt att söka upp webbsidan och gästboken.
HD hänvisade till förarbetena till hetslagstiftningen och de skrivningar där som säger att det faller utanför lagens område att endast citera och diskutera religiösa urkunder. Man hänvisade också till att det i förarbetena framhållits att påståenden som bäst bemöts eller tillrättaläggs i en fri och öppen debatt inte skall omfattas av kriminaliseringen.
På dessa grunder bedömdes inläggen inte uppenbart utgöra hets, varför Liljeström inte ansågs varit skyldig enligt BBS-lagen att ta bort inläggen. Liljeström frikändes alltså på samtliga åtalspunkter.
Två av HD:s fem ledamöter var skiljaktiga och ansåg att Liljeström gjort sig skyldig till medverkan till hets mot folkgrupp. De menade att han genom att inte ta bort meddelandena hade bidragit till spridningen och därför borde fällts för ansvar. "Uttalandena är långt överskridande gränsen för en saklig debatt och får betecknas som grovt kränkande för gruppen homosexuella. Det framgår inte att det är en utläggning kring vissa bibeltexter, utan det intryck som förmedlas är att författaren förordar en världslig ordning som innebär dödsstraff för den som utövar homosexuellt umgänge", löd deras yttrande i domslutet.

### Debatt
Domen har väckt begränsad debatt i media och fotografen Elisabeth Ohlson Wallin har med en bild på blodiga riksdagsledamöter spetsade på pålar, utanför HD:s lokaler, kommenterat domen.